# Jacques Paul Migne
Jacques Paul Migne (25. října 1800 Saint-Flour – 24. října 1875 Paříž) byl významným patrologem a církevním vydavatelem.
Teologii studoval v Orléans. V roce 1824 byl vysvěcen na kněze. V roce 1830 mu vznikly potíže kvůli jeho revolučnímu spisku De la Liberté. V roce 1833 mohl odejít do Paříže, kde se věnoval církevnímu žurnalismu. Začal vydávat noviny L'Univers religieux (později jen L'Univers), od roku 1836 obecně texty pro klérus. Jeho snahou bylo vydat v příručním formátu veškerou křesťanskou literaturu od jejích počátků až do své doby.
Finančně ho v jeho díle podporoval versailleský biskup. V roce 1836 založil v Petit-Montrouge u Paříže své vlastní nakladatelství a zaměstnával v něm na 300 osob.
Podařilo se mu vydat:
- Theologiae Cursus Completus („Úplná řada teologie“, 25 svazků)
- Scripturae sacrae cursus completus ("Úplná řada svatého Písma, 24 svazků)
- sbírku křesťanských apologetů (20 svazků)
- sbírku francouzských kázání (99 svazků)
- tři teologické encyklopedie (52, 53 a 66 svazků)
- církevní dějiny (27 svazků)
- sbírku spisů o Panně Marii (13 svazků)

## Latinská a řecká patrologie
Jeho nejvýznamnějším a dodnes platným počinem bylo však vydání řeckých a latinských patristických textů:
- Patrologiae latinae cursus completus („Úplná řada latinské patrologie“, 221 svazků, v letech 1844-1864)
- Patrologiae graecae cursus completus („Úplná řada řecké patrologie“, 161 svazků, v letech 1857-1866)

Latinská řada obsahuje patristické spisy od Tertulliana po Inocence III. (tj. roky 200-1216), řecká řada obsahuje spisy od Listu Barnabášova po Florentský koncil (tj. roky 120-1438). K řecké sérii patří ještě 81 svazků s pouze latinskými texty řeckých Otců (samotná řecká řada obsahuje jak řecký text, tak latinský překlad).
Toto Migneho vydání řecké a latinské patristiky je dodnes citováno a používá se - i když se nejedná o kritická vydání v dnešním smyslu (i když Migne a jeho spolupracovníci opravovali text, kde byl poškozen) - jako hlavní referenční orientace v textech.